# Småtjärnarna (Los socken, Hälsingland, 684073-147299)
Småtjärnarna är en sjö i Ljusdals kommun i Hälsingland och ingår i Ljusnans huvudavrinningsområde.